# Ronda di mezzanotte
Ronda di mezzanotte è un film di montaggio italiano del 1952 con Stanlio & Ollio. Il film comprende i corti La ronda di mezzanotte (The Midnight Patrol) e Buona vacanza (Towed in a Hole). Le voci sono affidate ai doppiatori Mauro Zambuto (Stanlio) e ad Alberto Sordi (Ollio).

## Trama
Stanlio e Ollio sono due sciocchi poliziotti che operano di notte per le vie della città. Si fermano davanti a un telefono di servizio all'interno del quale è nascosto il loro cestino del pranzo e fanno uno spuntino, ma inavvertitamente Stanlio trancia il filo del telefono. Intanto due ladri tentano di rubargli le gomme di scorta e un terzo entra in una vicina gioielleria.
Ad un certo punto i due ricevono una segnalazione di effrazione, ma l'auto non parte. Ollio cerca di riparare il guasto, e Stanlio riesce inspiegabilmente a metterla in moto. Ma questi ha appena dimenticato l'indirizzo da controllare e così, scoprendo che il telefono è fuori uso, è costretto ad entrare nella gioielleria per telefonare alla centrale. La situazione si fa più che esilarante: Stanlio scambia il ladro per il commesso che non trova le chiavi della cassaforte e Ollio, entrato dentro e immobilizzato il ladro, chiede al bandito il giorno in cui è libero per farsi arrestare.
Finalmente Stanlio e Ollio giungono nella casa dove scorgono un ladro, il quale in realtà è il loro capo pattuglia. Così i due, combinando un disastro dopo l'altro, finiscono per arrestare l'uomo firmando la loro condanna a morte.
Nella seconda comica Stanlio e Ollio sono due pescivendoli a bordo di un furgone, mentre Ollio è intento a gridare per attirare i clienti, il compare suona una tromba, ma poi ha un'idea. Perché non fabbricarsi una barca cosicché si possa pescare pesce e venderlo indipendentemente?
I due si mettono all'opera, non senza aver combinato una serie di danni e goffaggini, ma alla fine riescono nell'impresa. Appena però Ollio apre la vela dell'albero maestro, la barca si muove urtando il furgone e fracassandosi in un burrone con esso.

## La nuova edizione
- Nel 1978 è stata rifatta una seconda edizione di questo film di durata 90 minuti circa, che presenta lo stesso titolo e lo stesso doppiaggio, ma include corti differenti. Infatti qui il cortometraggio d'apertura: Guerra ai ladri è seguito da Annuncio matrimoniale e da Lavori in corso. L'edizione italiana è di Raffaello Patuelli, diretta da Giuseppe Spadano mediante la registrazione presso l'Istituto Nazionale Luce di Roma.

### Riassunto
Stanlio e Ollio sono due barbieri nel pieno di un'ora buca. Ollio vuole rispondere ad un annuncio di una vedova per intascare un po' di denaro, intestando il negozio all'amico.
In realtà è stato Stanlio a rispondere alla richiesta della baronessa, ma l'amico, mentre non guardava, gliel'aveva rubata e stracciata, infilando la sua nella cassetta postale.
Di sera in casa della padrona, in verità una psicopatica omicida di tutti gli uomini che si chiamano "Oliver", giunge Ollio seguito da Stanlio, più infuriato che mai. Dopo la cena, la padrona manda Stanlio e Ollio nella stanza da letto, ma i due sono più sospettosi che mai e capiscono che in quella casa c'è qualcosa che non va, decidendo alla fine di scambiarsi il turno di guardia.
Verso mezzanotte la padrona si avvia sonnambula per i corridoi impugnando due coltelli, intenta a decapitare Ollio, e Stanlio, pur facendo di tutto per rimanere sveglio, tormenta l'amico, gli spara a un piede e gli fa cadere un lingotto in testa.
Per fortuna prima che la matta tagli la gola a Ollio, Stanlio riesce a farlo svegliare sparando un colpo di fucile.
Nella seconda comica Stanlio e Ollio sono due falegnami alla prese con un collega scorbutico e con il loro capo al quale creano non pochi problemi. Come se non bastasse i due si mettono a litigare durante il lavoro: Stanlio rinchiude le mani di Ollio dentro una finestra e po' gli incolla un pennello al mento. Cercando di toglierglielo, Stanlio finisce con Ollio in un cunicolo che li fa precipitare sopra il loro padrone che infuriato li insegue, deciso a farli fuori. Stanlio e Ollio fuggono via con la loro auto, ma la segano in due passando attraverso un nastro trasportatore.